# Phyllis Barclay-Smith
Ida Phyllis Barclay-Smith, CBE (* 18. Mai 1902 in Cambridge; † 2. Januar 1980 in Islington, London), meist Phyllis Barclay-Smith, war eine britische Verwalterin, Ornithologin, Naturschützerin und Übersetzerin.

## Leben
Barclay-Smith war die Tochter von Edward Barclay-Smith und Ida Mary Barclay-Smith, geborene Rogers. Ihr Vater war Professor für Anatomie an der University of Cambridge. Sie wurde an der Blackheath High School und dem King’s College London ausgebildet. 1924 wurde Barclay-Smith Assistenzsekretärin der Royal Society for the Protection of Birds (RSPB), bei der ihre Tante, die Naturschützerin Margaretta Louisa Lemon, zu den Mitbegründern zählt. 1930 referierte sie auf dem siebten International Ornithological Congress in Amsterdam zum Thema Ölverschmutzung von Meeresvögeln, einem Problem, dem sie sich ihr Leben lang widmete.
1935 verließ Barclay-Smith die RSPB, um dem International Council for Bird Protection (ICBP, Vorläufer von BirdLife International) als Honorarsekretärin beizutreten. Bei Kriegsbeginn arbeitete sie zunächst im Foreign and Commonwealth Office, dann als Sekretärin des Geschäftsführers der Flugzeugfabrik Bristol und von 1943 bis 1945 im Arbeitsministerium als Fachkraft für lokale Wohlfahrt (Sektion: Transportarbeiter) der Region Südwest. Ab 1946 war sie Sekretärin des ICBP unter Graf Léon Lippens und ab 1974 Generalsekretärin. Sie leitete das Sekretariat, das sich in zwei Räumen des Natural History Museum in London befand, mit ein paar Helfern. Der Rat bestand aus nationalen Sektionen, die sich dem Vogelschutz in möglichst vielen Ländern widmeten, mit einem zentral organisierten Sekretariat. Die nationalen Sektionen stiegen von 23 im Jahr 1930 auf 67 im Jahr 1974. Barclay-Smith organisierte die Aktivitäten des Rates weltweit und blieb für etwa fünfundvierzig Jahre die Schlüsselfigur in der Verwaltung.
Nach und nach baute Barclay-Smith ein komplexes weltweites Netz von Kontakten auf, wo Wissenschaftler, Akademiker, Politiker, Beamte und Hobby-Ornithologen Unterstützung auf Konferenzen fanden oder ihre Anliegen in Ausschüsse weitergeleitet wurden.
Barclay-Smith war ferner Honorarsekretärin und Schatzmeisterin der British Ornithologists’ Union sowie Mitglied des Home Office Advisory Committee on Wild Birds. Sie war von 1938 bis 1973 Herausgeberin des Avicultural Magazine und ab 1954 Honorarsekretärin des International Wildfowl Research Bureau, für dessen Aufbau sie maßgeblich verantwortlich war.
1952 gehörte sie neben James Callaghan zu den Mitbegründern des Advisory Committee on Oil Pollution of the Sea (heute Advisory Committee on Protection of the Sea). Ferner widmete sie sich einer frühzeitigen Sensibilisierung für das Problem der toxischen Insektizide. Als Sekretärin der britischen Sektion des ICBP verfolgte sie eine breite Perspektive und arrangierte im Jahr 1968 den Kauf von Cousin Island in den Seychellen sowie die Einrichtung eines streng geschützten Naturreservates auf dieser Insel.
Barclay-Smith war auch als Linguistin tätig, die Standardwerke der ornithologischen Literatur aus dem Deutschen und Französischen übersetzte, darunter im Jahr 1951 Der Vogel. Sein Körperbau und Leben (The Bird: Its life and structure) von Gertrud Hess, im Jahr 1954 Vie et mœurs des oiseaux (Birds of the World: Their life and habits) von Paul Barruel und im Jahr 1965 Les Palmipedes (Water-birds with webbed feet) von Paul Géroudet. Sie veröffentlichte ferner eigene Bücher, darunter British and American game birds (1939) sowie Birds of Lake, River and Stream (1939, K 1), Garden Birds (1945, K 19), A Book of Ducks (1951, K 58) und Woodland Birds (1955, K 74), die alle in der Reihe King Penguin Books (K) erschienen.
Barclay-Smith starb am 2. Januar 1980 im Whittington Hospital im Londoner Stadtteil Islington, nachdem sie Weihnachten 1979 nach einem Schlaganfall ins Koma gefallen war.

## Ehrungen
1958 wurde Barclay-Smith als erste Frau im Bereich Naturschutz zum Member of the Order of the British Empire (MBE) ernannt, 1970 wurde sie Commander of the British Empire (CBE) und 1973 wurde sie von Prinz Bernhard der Niederlande mit dem Orden der Goldenen Arche in der Klasse Ritter geehrt.